# Прощай, оружие!
«Прощай, оружие!» (англ. A Farewell to Arms) — роман Эрнеста Хемингуэя, вышедший в 1929 году. Книга рассказывает о любви на фоне Первой мировой войны. На русский язык переведена Е. Д. Калашниковой.
Роман во многом является автобиографичным — Хемингуэй служил на итальянском фронте, был ранен и лежал в госпитале в Милане, где у него был роман с медсестрой Агнес Куровски.
1 января 2025 года роман перешёл в общественное достояние.

## Сюжет
Изложение ведётся от первого лица, главный герой — американец Фредерик Генри, который давно живёт в Италии и говорит по-итальянски. Действие происходит в разгар Первой мировой войны на итальянском фронте. Генри служит командиром транспортного отделения санитарной части в звании лейтенанта. В Гориции он проводит время со знакомыми и в том числе встречает английскую медсестру Кэтрин Баркли, к которой у него возникает симпатия. Ранее Баркли собиралась выйти замуж, но её жениха убило на войне. Итальянская армия наступает, однако во время артобстрела на передовой Генри ранят в обе ноги, и он попадает в госпиталь.
В госпитале в Милане Генри проводит несколько месяцев, поскольку его раны оказались серьёзными, и ему делают операцию на колене. В это время он окончательно сближается с Кэтрин. В конце своего пребывания вдали от фронта он узнаёт, что у них будет ребёнок, однако он вынужден покинуть Кэтрин и вернуться в Горицию. Однако на фронте начинается наступление австро-германских войск, и Генри с тремя санитарными машинами попадает в поток машин и повозок, следующих в тыл в Удине. По дороге они сворачивают на просёлочную дорогу, чтобы доехать до города в объезд, однако в результате Генри теряет все машины и своих спутников, а самого его едва не расстреливают итальянцы в числе других офицеров, покинувших свои части. Фредерик на ходу прыгает на поезд и решает дезертировать, считая, что с него хватит войны. Он узнаёт, что Кэтрин уехала в Стрезу.
В Стрезе Фредерик воссоединяется с Кэтрин. Узнав от знакомого бармена, что его должны арестовать, вместе с Кэтрин он бежит в нейтральную Швейцарию, проплыв ночью на лодке по Лаго-Маджоре от Стрезы до Бриссаго. Здесь, как им кажется, они найдут спасение от жестокости мира и бессмысленных убийств. 
Фредерик и Кэтрин поселяются в деревне под Монтрё, где проводят зиму. В начале весны 1918 года они переезжают в Лозанну, где находится больница. Но кажущееся счастье оказывается недолгим.  У Кэтрин начинаются схватки, но после мучительных родов и кесарева сечения их ребёнок рождается мёртвым, а сама она умирает в больнице.

## Персонажи
- Фредерик Генри — главный герой, американский доброволец
- Кэтрин Баркли — медсестра
- Ринальди — итальянский военный врач
- Медсестра Фергюссон — подруга Кэтрин Баркли
- Полковой священник — священник, который был на фронте с Фредериком Генри.

## Из истории создания
Шон Хемингуэй, внук Эрнеста Хемингуэя, занимался изучением альтернативных вариантов окончания этого романа и назвал точное число переделанных концовок — 47.

## Экранизации
- 1932 — Прощай, оружие! — фильм Фрэнка Борзейги, 2 премии «Оскар».
- 1957 — Прощай, оружие! — фильм Чарльза Видора, номинация на «Оскар».
- 1966 — Прощай, оружие! — сериал Рекса Такера.
- 1970 — Прощай, оружие! — фильм-спектакль Александра Белинского.